# مالو تروخو
مالو تروخو (به انگلیسی: Malu Trevejo) (زاده ۱۵ اکتبر ۲۰۰۲) خواننده کوبایی است.